# Tsippi Livni
Tsippi Livni (hebreu: ציפי לבני)  (Tel-Aviv, 8 de juliol de 1958) és una diplomàtica, advocada i política israeliana. Antiga membre de la Knesset i líder del camp polític de centreesquerra, Livni és una antiga ministra d'Afers Exteriors d'Israel, vicepresidenta, ministra de justícia i líder de l'oposició. És coneguda pels seus esforços per resoldre el conflicte israelià-palestí.
Considerada àmpliament com la dona més poderosa d'Israel des de Golda Meïr, Livni ha ocupat vuit càrrecs diferents al gabinet al llarg de la seva carrera, establint el rècord de la majoria dels càrrecs governamentals ocupats per una dona israeliana. En conseqüència, ha assolit una sèrie de fites al govern israelià, com a primera dona vicepresidenta, ministra de justícia, ministra d'agricultura i ministra d'habitatge.
El 2011, va ser nomenada una de les "150 dones que sacsegen el món" per Newsweek i The Daily Beast. Del 2006 al 2008, la revista Forbes va classificar Livni a la seva llista de les 100 dones més poderoses tres anys consecutius, mentre que Time la va incloure al seu "Time 100" de 2007, pel qual la secretària d'Estat dels Estats Units Condoleezza Rice va escriure un article d'opinions. A Israel, Livni s'ha guanyat la reputació de política honesta que s'adhereix als seus principis.

## Biografia
Nascuda en una destacada família sionista revisionista i de dreta, Livni s'ha convertit en una de les veus líders d'Israel en suport d'una solució de dos estats, una que garanteixi la seguretat i la identitat d'Israel com a estat jueu i democràtic.
Livni va arribar a ser tinent a les Forces de Defensa d'Israel (FDI), deixant l'exèrcit el 1979 per començar els estudis de dret a la Universitat Bar-Ilan de Ramat Gan. El 1980 es va incorporar al Mossad, l'Institut d'Intel·ligència i Operacions Especials d'Israel, on va va treballar fins al 1984, quan va obtenir la llicenciatura en Dret a la Universitat Bar Ilan, per treballar a continuació com advocada en dret comercial, públic i immobiliari. El 1984, Livni es va casar amb Naftali Spitzer amb qui va tenir dos fills: Omri, nascut el 1987, i Yuval, nascut el 1990.

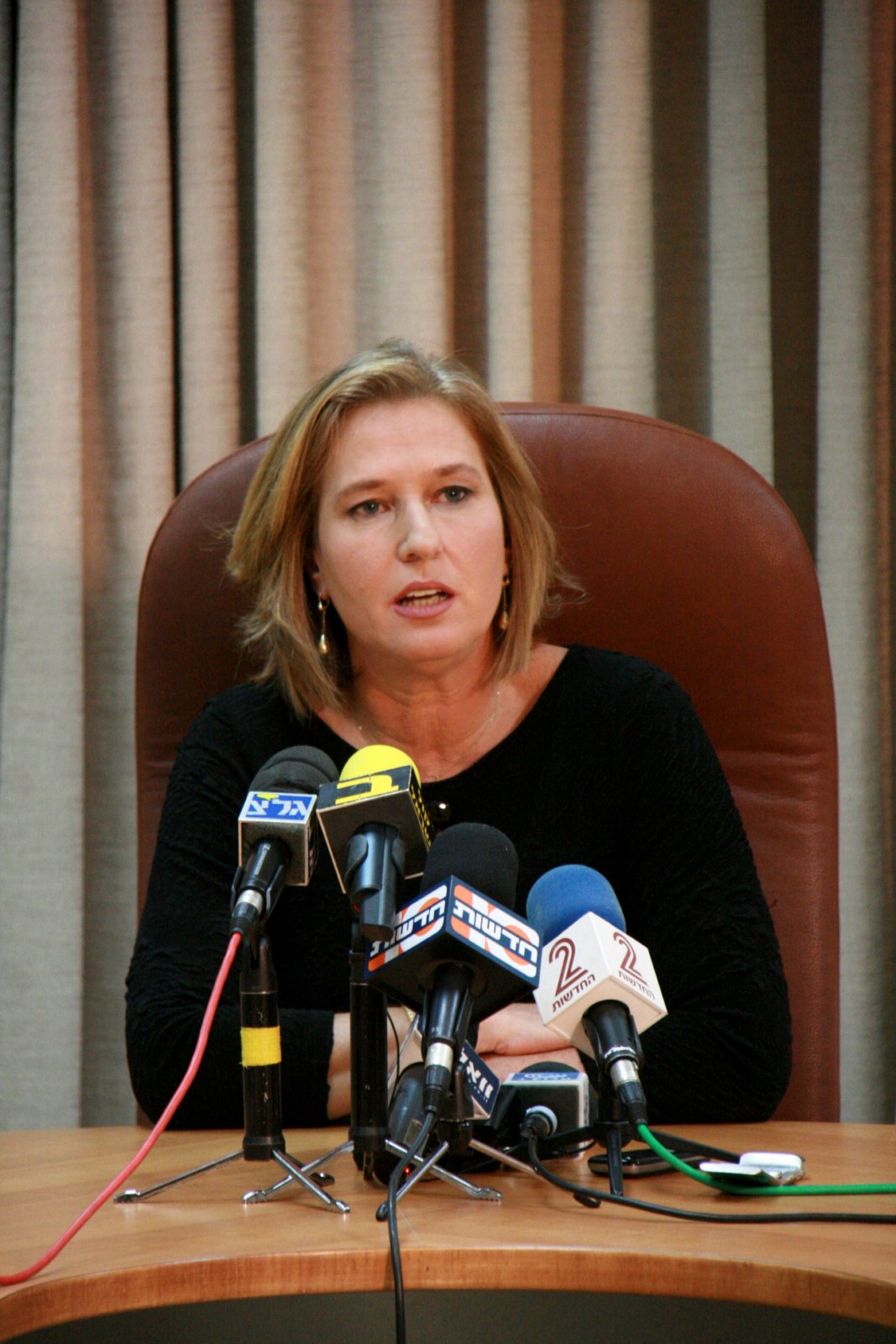
Tsippi Livni el 2009

Del 2001 al 2006, Livni, de l'ala moderada del Likkud, va servir als gabinets d'Ariel Xaron, i en novembre de 2005, amb Xaron va formar el nou partit Kadima, seguint amb el govern de coalició encapçalat pel laborista Ehud Olmert que va seguir a les eleccions legislatives d'Israel de 2006. Les seves funcions ministerials van ser sobretot com a ministra d'Afers Exteriors d'Israel, temps durant el qual va dirigir múltiples rondes de converses de pau amb els palestins. El 23 de setembre de 2008, després de la dimissió d'Olmert, el president Ximon Peres va demanar a Livni, com a líder de Kadima, que formés un nou govern, però no ho va aconseguir i es va haver de convocar eleccions anticipades.
Kadima va guanyar les eleccions legislatives d'Israel de 2009 però una majoria conservadora i religiosa, liderada pel Likkud que va pactar amb Israel Beitenu, el Partit Laborista Israelià i el Xas per a formar majoria i donar el càrrec de Primer Ministre d'Israel al seu líder Binyamín Netanyahu. Livni va exercir com a líder de l'oposició fins a la seva renúncia a la Knesset el 2012, després que laboristes i Yeix Atid no li donguessin el primer lloc a la llista electoral, Livni va fundar un nou partit, Ha-Tenuà.
El tercer govern de Binyamín Netanyahu va sortir de les eleccions legislatives d'Israel de 2013 i va prendre possessió el 18 de març de 2013 fou coalició de Likkud-Yisrael Beiteinu, Yeix Atid, La Llar Jueva i Ha-Tenuà, del qual va ser nomenada ministra de Justícia del trenta-tercer govern d'Israel, liderant novament una nova ronda de converses de pau entre israelians i palestins. El 2 de desembre de 2014, Netanyahu va destituir Livni i al ministre de Finances Yair Lapid de Yeix Atid, per la seva oposició a la lluita contra el programa nuclear de l'Iran, aconseguir que els palestins reconeguin Israel com a Estat jueu i continuar construint a les zones ocupades de Jerusalem est, i quatre ministres més de Yeix Atid van dimitir provocant la convocatòria de noves eleccions per al 17 de març de 2015.
A les eleccions legislatives d'Israel de 2015, Livni va unir forces el 10 de desembre de 2014 amb el líder del Partit Laborista Isaac Herzog per crear la Unió Sionista, un bloc unificat dels seus dos partits. El President Reuven Rivlin va intentar la formació d'un govern d'unitat nacional entre el Likkud i Unió Sionista que Isaac Herzog va rebutjar, i Netanyahu formà un nou govern de coalició de Likkud amb la Llar Jueva, Judaisme Unit de la Torà, Kulanu i Xas, amb el mínim de 61 escons, i Yisrael Beiteinu es va unir a la coalició el maig de 2016.
El gener de 2019, Avi Gabay va anunciar que els laboristes no es presentarien amb Ha-Tenuà a les eleccions legislatives d'Israel d'abril de 2019. El 18 de febrer de 2019, després de diverses setmanes de mals resultats de les enquestes, Livni va anunciar la seva retirada de la política així com la retirada de Ha-Tenuà de les eleccions.